# Pseudodiaptomus pelagicus
Pseudodiaptomus pelagicus is een eenoogkreeftjessoort uit de familie van de Pseudodiaptomidae. De wetenschappelijke naam van de soort is voor het eerst geldig gepubliceerd in 1884 door Herrick.